# HR 8799 d
HR 8799 d je exoplaneta v souhvězdí Pegase obíhající HR 8799, hvězdu typu lambda Boötis vzdálenou přibližně 129 světelných roků od Země. Její hmotnost činí 5 až 10 hmotností Jupiteru při poloměru o 20–30 % větším, než má tento plynný obr. Obíhá ve vzdálenosti 24 AU s excentricitou vyšší než 0,04 a periodicitou 100 roků, jako v pořadí třetí objevená planeta systému HR 8799. Jejími objeviteli se 13. listopadu 2008 stali členové americko-kanadského týmu Christiana Maroise z havajských observatoří Kecka a Gemini, kteří s ní odhalili další dvě planety tohoto systému. K detekci byla využita technika přímého zobrazení.
Z původní trojice objevených planet „b“, „c“ a „d“ představovala tu, která byla k mateřské hvězdě nejblíž. Odhalení čtvrté planety soustavy – „e“ – ji o tento vzdálenostní primát připravilo.  
Blízká infračervená spektroskopie v pásmu 995 až 1 769 nanometrů provedená z Palomarské observatoře potvrdila přítomnost acetylenu, oxidu uhličitého a methanu. Naopak čpavek detekován nebyl.